# Scopaeus
Scopaeus ist eine Gattung der Käfer aus der Familie der Kurzflügler (Staphylinidae) innerhalb der Unterfamilie Paederinae. Sie kommt in Europa mit 51 Arten vor, 14 sind auch in Mitteleuropa heimisch.

## Merkmale
Die Käfer haben einen kleinen Körper der an der Oberseite dicht punktförmig strukturiert ist und meistens matt ist oder nur schwach glänzt. Sie unterscheiden sich von denen der Gattung Stilicus durch ihren kleineren Körper, die Schienen (Tibien) der Hinterbeine die an der Spitze abgeschrägt sind, die merklich verdickten Schenkel (Femora) der Vorderbeine und ihren großen, parallelrandigen, nahezu rechteckigen Kopf. Die Mundwerkzeuge, die Fühler und die Beine sind überwiegend oder komplett rotgelb gefärbt.

## Vorkommen und Lebensweise
Die Tiere leben am Rand von Gewässern unter Steinen und in angeschwemmtem Pflanzenmaterial.

## Arten (Auswahl)
- Scopaeus longicollis Fauvel, 1873
- Scopaeus sericans Mulsant & Rey, 1855
- Scopaeus debilis Hochhuth, 1851
- Scopaeus laevigatus (Gyllenhal, 1827)
- Scopaeus gracilis (Sperk, 1835)